# Wilbur Howard Duncan
Wilbur Howard Duncan (Buffalo, Nova Iorque, 15 de outubro de 1910 – Athens, Geórgia, 25 de março de 2005) foi um botânico norte-americano.